# Département Capital (Corrientes)
Pour les articles homonymes, voir Département Capital.

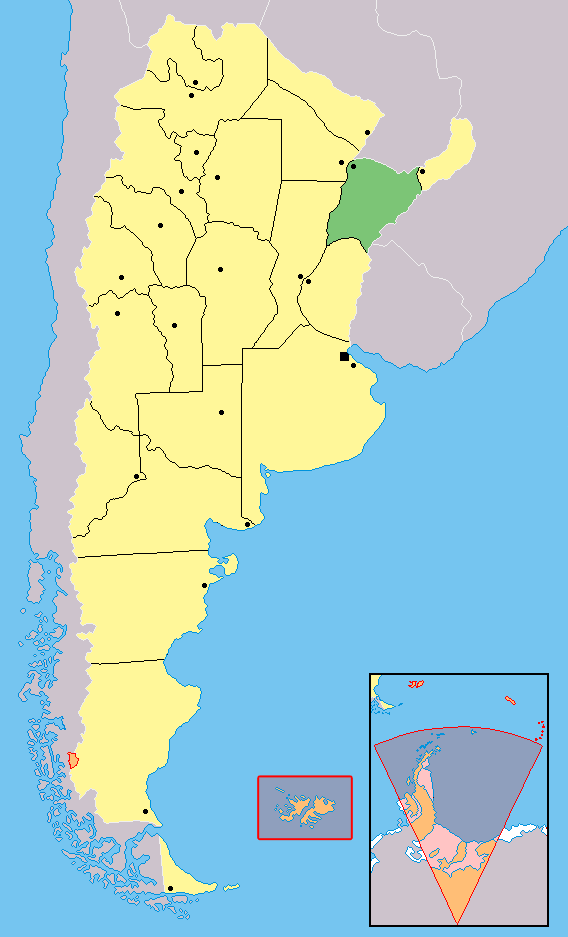
Localisation de la province de Corrientes en Argentine.

Le département Capital est une des 25 subdivisions de la province de Corrientes, en Argentine. Son chef-lieu est la ville de Corrientes, qui est également la capitale de la province.
Le département a une superficie de 522 km2. Sa population s'élevait en 2001 à 328 868 habitants.